# Tongue River
Der Tongue River ist ein 452 Kilometer langer, rechter Nebenfluss des Yellowstone River in den US-Bundesstaaten Wyoming und Montana. Er entspringt in den nördlichen Bighorn Mountains in Wyoming und entwässert große Teile der Great Plains Montanas. Nach Powder River und Bighorn River ist er der drittlängste Zufluss des Yellowstone.

## Verlauf
Der Tongue River entsteht durch den Zusammenfluss seiner beiden Quellflüsse North Tongue River und South Tongue River in den nördlichen Bighorn Mountains im Sheridan County in Wyoming auf einer Höhe von 2144 m, etwa 40 km nordöstlich von Shell und 15 km südwestlich von Dayton. Von dort fließt er zunächst in östliche Richtung durch den Tongue River Canyon im Bighorn National Forest und erreicht östlich von Dayton das nördliche Powder River Basin. In Dayton unterquert der Fluss den U.S. Highway 14 und erhält mit Columbus Creek und Wolf Creek erste größere Zuflüsse. Der Tongue River passiert die Gemeinde Ranchester und unterquert östlich davon sowohl die gebündelt verlaufenden Straßen I-90, US-87 und US-14 als auch den Wyoming Highway 345 und die Bahnstrecke der ehemaligen Chicago, Burlington & Quincy Railroad, bevor er nach Zusammenfluss mit dem Goose Creek einen nordöstlichen Verlauf einschlägt. Entlang des Wyoming Highway 338 mäandriert der Fluss bis ins Big Horn County in Montana und erreicht nach einem kurzen Schlenker durch Wyoming und Zufluss von Prairie Dog Creek und Badger Creek das Tongue River Reservoir, das durch den Bau des Tongue River Dam entstanden ist. In großen Mäandern fließt der Tongue River auch durch das nordöstlich angrenzende Rosebud County, passiert die Gemeinde Birney und erhält mit Hanging Woman Creek und Otter Creek von rechts längere Zuflüsse. Zudem bildet der Fluss auf längerer Strecke die östliche Grenze zur Northern Cheyenne Indian Reservation. Bei Ashland quert der Fluss den U.S. Highway 212 und verläuft in nördlicher Richtung durch die Prärien Montanas, bevor er sich wieder nach Nordosten wendet und das Custer County erreicht. Der Fluss mäandriert auch hier durch die Great Plains und erhält südlich von Miles City mit dem Pumpkin Creek seinen längsten Nebenfluss. Auf den letzten Kilometern folgt der Montana Highway 59 dem Fluss, bevor dieser nach Unterqueren von US-12/I-94 und Verlauf durch Miles City bei Flusskilometer 291,4 in den hier nach Nordosten fließenden Yellowstone River mündet.

## Quellflüsse
Der North Tongue River entspringt an der Ostflanke des Little Bald Mountain in den nördlichen Bighorn Mountains auf einer Höhe von etwa 2865 m. Von dort fließt er in östliche Richtung durch das Sheridan County und den Bighorn National Forest und fließt nach rund 35 km auf einer Höhe von 2144 m mit dem South Tongue River zum Tongue River zusammen. Der North Tongue River entwässert ein Areal von 240 km², der mittlere Abfluss 20 km oberhalb der Mündung beträgt 0,98 m³/s.
Der South Tongue River entsteht durch den Zusammenfluss seiner beiden Quellflüsse West Fork South Tongue River und East Fork South Tongue River in den nördlichen Bighorn Mountains auf einer Höhe von etwa 2571 m. Von dort fließt er in nördliche Richtung durch das Sheridan County und den Bighorn National Forest, unterquert den U.S. Highway 14 und fließt nach rund 23 km auf einer Höhe von 2144 m mit dem North Tongue River zum Tongue River zusammen. Der South Tongue River entwässert ein Areal von 220 km², der mittlere Abfluss 5 km oberhalb der Mündung beträgt 2,23 m³/s.

## Hydrologie
Der Tongue River ist als Nebenfluss des Yellowstone River Teil des Einzugsgebietes des Missouri River, der über den Mississippi in den Golf von Mexiko entwässert. Das Einzugsgebiet des Tongue River hat eine Fläche von 13.990 km² und grenzt an die Einzugsgebiete von Powder River und Mizpah Creek im Osten, Clear Creek und Piney Creek im Südosten, Paint Rock Creek im Süden, Shell Creek im Südwesten sowie Little Bighorn River, Owl Creek und Rosebud Creek im Westen. Der mittlere Abfluss am Pegel in Miles City beträgt 11,6 m³/s, die größten Abflüsse finden sich in den Monaten Mai und Juni.

## Galerie

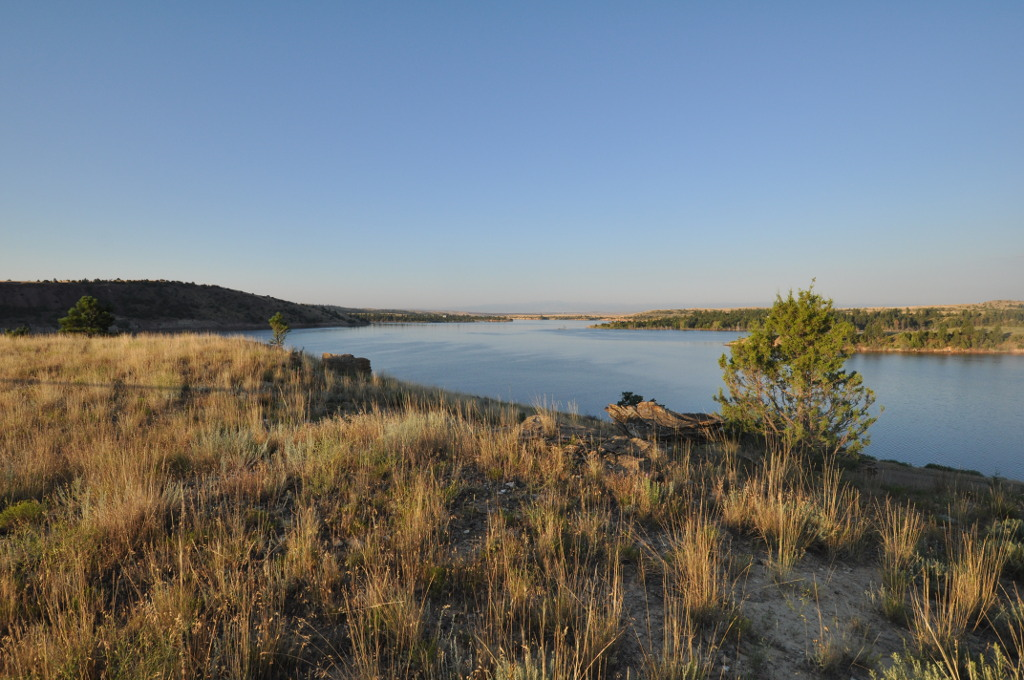
Tongue River im Tongue River Reservoir
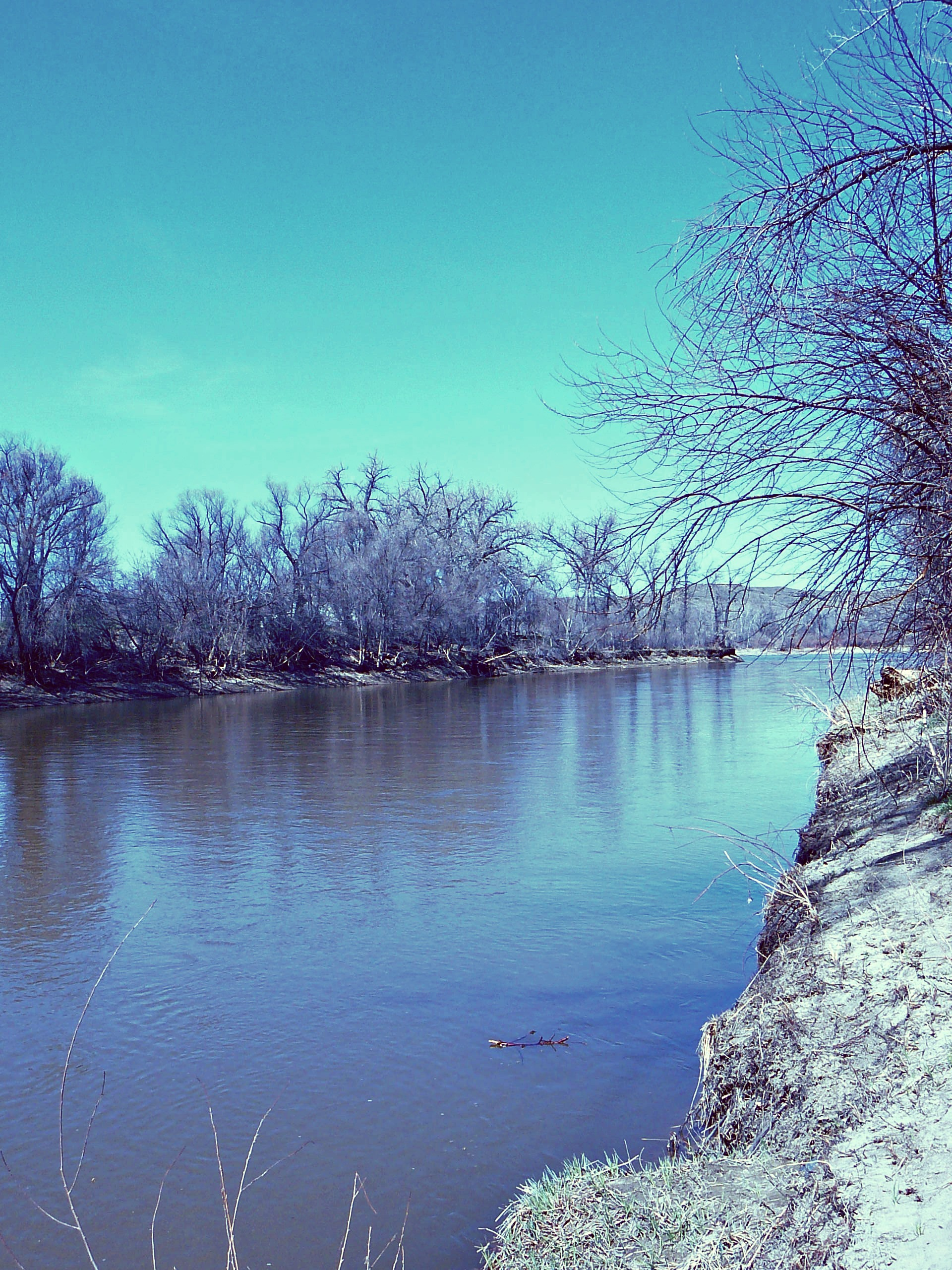
Mündung des Tongue River
Tongue River Bridge über den Fluss im Sheridan County
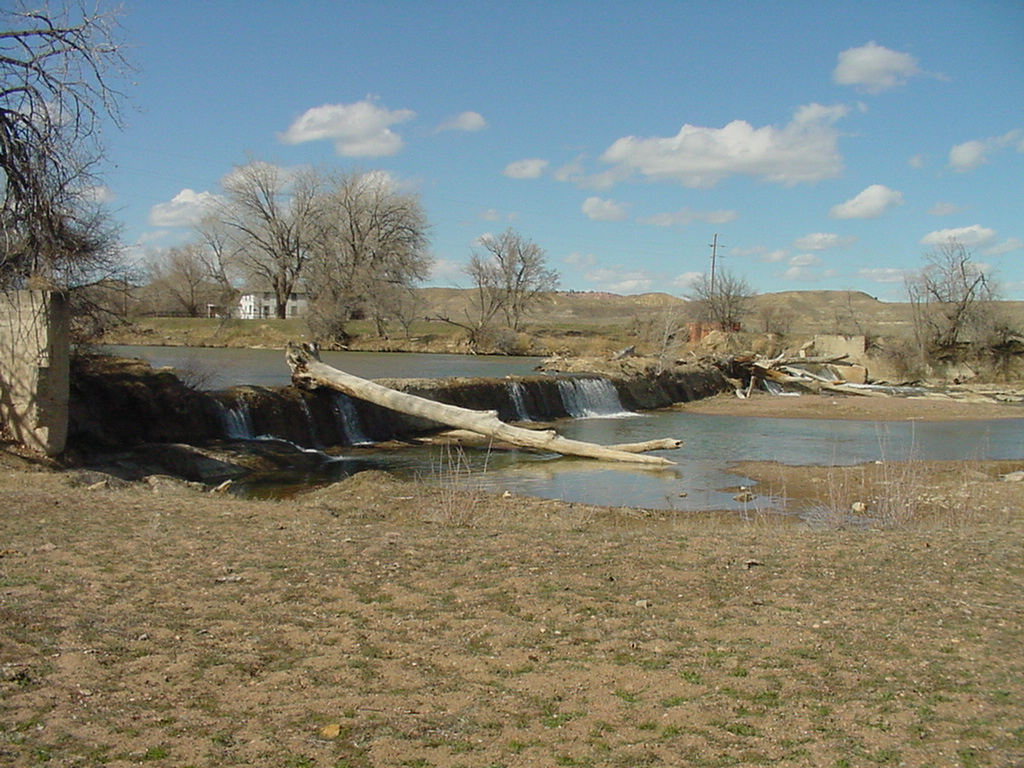
Damm am Unterlauf des Tongue River in Montana